# Birger Rosensparre
Birger Rosensparre, före 1698 Baaz, född 1668 i Halmstad, död 1737, var en svensk lagman och häradshövding.
Rosensparre blev 1694 häradshövding i Frosta och Färs härader och fick samma tjänst 1699 i Oxie, Skytts och Vemmenhögs härader. Han blev assessor i Göta hovrätt 1708. Han blev 1718  lagman i Hedemora läns lagsaga och Malmöhus läns lagsaga och senare samma år i Gotlands lagsaga. Från 1719 till 1732 var han lagman i Skånska lagsagan.. Han adlades 1698. 
Han var innehavare av Rosenlund i Mörarps socken.